# Zeiselmauer
Zeiselmauer ist eine Ortschaft und eine Katastralgemeinde der Marktgemeinde Zeiselmauer-Wolfpassing im Bezirk Tulln in Niederösterreich. Die Ortschaft hat 1385 Einwohner (Stand 1. Jänner 2024). Bis Ende 1971 war Zeiselmauer eine eigenständige Gemeinde.

## Geografie
Der rechts der Donau befindliche Ort wird von der Klosterneuburger Straße erschlossen. Zur Ortschaft zählen weiters die Siedlung Neu-Zeiselmauer, die Rotte Im Gebirge sowie die Wochenendsiedlunngen Ausiedlung und Baulandsondergebiet-Badehütten.

## Geschichte
Der Ort, dessen Geschichte auf ein ehemaliges Römerlager zurück reicht, wurde im 10. Jahrhundert erstmals genannt. Auf den Resten des römischen Stabsgebäudes steht heute die gotische Pfarrkirche „Unbefleckte Empfängnis Mariä“, und viele weitere Teile des mittelalterlichen Ortskerns haben römische Fundamente. Durch das Bistum Passau erlangte Zeiselmauer eine zentrale Stellung im östlichen Tullnerfeld, beispielsweise verstarb auch der Bischof Altmann von Passau, Stifter des Klosters Göttweig, im Jahr 1091 in Zeiselmauer. Weiters ist die einzige urkundliche Erwähnung des Sängers Walther von der Vogelweide 1203 in Zeiselmauer lokalisiert. Im 15. Jahrhundert verlagerte sich der Verwaltungssitz des Bistums Passau nach Königstetten, weil die Donau den Ort Zeiselmauer immer mehr bedrängte.
Erst die Donauregulierung und die Eröffnung der Franz-Josefs-Bahn in den 1870er-Jahren stabilisierten die Entwicklung Zeiselmauers und die Bevölkerungszahlen stiegen wieder, womit auch der Ortsteil Neu-Zeiselmauer entstand.
Mit 1. Jänner 1972 wurden im Zuge der Niederösterreichischen Kommunalstrukturverbesserung die bis dahin selbständigen Gemeinden Muckendorf an der Donau, Wipfing und Wolfpassing nach Zeiselmauer eingemeindet.

## Kultur und Sehenswürdigkeiten
- Römisches Kastell Zeiselmauer
- Katholische Pfarrkirche Zeiselmauer Unbefleckte Empfängnis Mariens